# Eric Allin Cornell
Eric Allin Cornell (sinh ngày 19.12.1961) là nhà Vật lý học người Mỹ. Năm 1995 ông cùng với Carl Wieman đã tổng hợp được Ngưng tụ Bose-Einstein lần đầu tiên. Năm 2001 Cornell, Wieman và Wolfgang Ketterle đã đoạt Giải Nobel Vật lý.

## Tiểu sử
Cornell sinh tại Palo Alto, California là cựu học sinh xuất sắc của cả hai trường Cambridge Rindge and Latin School (1976–1979) và Lowell High School của San Francisco (1979–1980). Ông đậu bằng cử nhân khoa học môn Vật lý học hạng ưu và danh dự ở Đại học Stanford năm 1985. Năm 1990, ông đậu bằng tiến sĩ vật lý ở Học viện Công nghệ Massachusetts. 
Hiện nay ông là giáo sư ở Đại học Colorado và làm việc ở Viện Công nghệ và Tiêu chuẩn Quốc gia (National Institute of Standards and Technology) thuộc Bộ Thương mại Hoa Kỳ. Phòng thí nghiệm của ông nằm trong JILA.
Tháng 10 năm 2004, vai và cánh tay trái của ông đã bị cắt bỏ để ngăn chặn bệnh necrotizing fasciitis lan sang các bộ phận khác. Giữa tháng 12 cùng năm, ông đã được lành bệnh và được xuất viện. Từ tháng 4 năm 2005, ông trở lại làm việc không trọn ngày công (part-time).

## Giải thưởng và Vinh dự
- Huy chương Lorentz 1998
- Hội viên Hiệp hội Thăng tiến Khoa học Hoa Kỳ
- Huy chương Benjamin Franklin về Vật lý học 2000
- Giải Nobel Vật lý 2001
- Viện sĩ Viện Hàn lâm Khoa học quốc gia Hoa Kỳ